# Лумлянський заказник
Лу́млянський заказник — ландшафтний заказник місцевого значення в Україні. Розташований у межах Малинського району Житомирської області, на північ від села Лумля.
Площа 40,8386 га. Статус присвоєно згідно з рішенням 24 сесії облради 7 скликання від 09.07.2019 року № 1503. Перебуває у віданні ДП «Малинський лісгосп АПК» (Ворсівське л-во, кв. 1, вид. 2, 4, 6).
Статус присвоєно для збереження мальовничого ландшафтного комплексу, у складі якого: Лумлянське водосховище (на річці Різня) та прибережні лісові насадження (переважно сосна). Зростають види рослин, занесені до Червоної книги України, зокрема папороть сальвінія плаваюча, а також лілія лісова, орхідеї любка дволиста, коручка морозникоподібна, гніздівка звичайна.